# AAR轴式
AAR轴式（AAR wheel arrangement）是由美国铁路协会（Association of American Railroads）所制定的轴式，主要用于北美的铁路系统。
总体来说，AAR 轴式是欧洲的 UIC 轴式的一种简化版。在 AAR 轴式中，字母表示动力轴数量，数字表示无动力轴的数量。破折号 / 减号“-”表示轮轴隔开，加号“+”则表示轮轴通过某种手段相连。举例来说，A1A 表示两根动力轴中间有一根无动力轴；B-B 表示每辆机车拥有两副转向架、每转向架拥有两轴、每轴由一台独立的牵引电动机驱动，相当于 UIC 轴式中的 Bo-Bo。